# Col Yablonitsky
Le col Yablonitsky (ou col des Tatars ; en ukrainien Яблуницький перевал / Jablunyzkyj perewal, en hongrois Tatár-hágó) est un col de montagne de la chaîne des Carpates en Ukraine, situé à 921 mètres d'altitude dans la partie sud-orientale de l'oblast d'Ivano-Frankivsk. C'est l'un des cols reliant la Transcarpathie avec le reste du pays. La source du Prout est située du côté nord du col, alors que la Tisza prend source au sud.
Le col fut le siège de batailles au cours de la Première Guerre mondiale.